# Hedvig Witte
Hedvig Witte, eller Hedewig född 1724, död 29 januari 1761 i Klara församling, Stockholm, var en svensk hovsångerska, vokalist vid Hovkapellet från 1750 till 1761.  

## Biografi
Witte var dotter till hovkapellisten Gustaf Witte (1668–1759) och Christina Sieverts (död 1763) samt syster till Eleonora Witte. Hon gifte sig 1753 i Jakobs församling med bokhållaren Petter Brunberg; hon dog som änka. 
Witte blev en känd artist och var en av endast fem kvinnor som fick en officiell anställning vid Hovkapellet under frihetstiden. Hon finns dock inte upptagen i några dokument som lönetagare från den ordinarie kapellstaten; år 1750 beslöts att hennes fars lön skulle tillfalla henne, men i realiteten tros hon ha avlönats genom till exempel kungens handkassa. 
Hedvig Witte medverkade bland annat som sångare vid Fredrik I:s begravning år 1751.